# Ramón Pumpido Puga
Ramón Pumpido Puga 
(Caldas de Reyes, años 1860 - Cienfuegos, siglo XX) fue un militar gallego que participó del lado español en la guerra de independencia de Cuba (1895-1898).

## Biografía
Era hijo de Belisardo Pumpido Flores, militar que participó en la segunda guerra carlista integrado en las tropas isabelinas, sobrino de Luciano Puga Blanco,
político y jurista español, que entre otros cargos fue alcalde de Santiago, diputado, senador, secretario del Gobierno general de Cuba y gobernador del Banco Español en la isla, y nieto del coronel Manuel María Puga Feijoo, pariente y heredero de la condesa de Gimonde.
Nació en Caldas de Reyes (Pontevedra) donde su padre era entonces jefe de la compañía de la Guardia Civil. En 1880 ingresó en la Academia de Infantería de Toledo, que desde 1875 estaba instalada en El Alcázar. Fue nombrado, al finalizar su formación militar, Teniente de Infantería y destinado inicialmente a Gibraltar, donde se casó con María Manresa y posteriormente a Cuba, que en aquel momento pasaba por un período de paz relativa, tras la llamada guerra de los Diez Años (1868 - 1878). En 1895, cuando comenzó la guerra de la independencia de Cuba, estaba destinado en la provincia de Santa Clara. Tras el final de la guerra y la independencia de Cuba, continuó residiendo en la isla, instalándose en Cienfuegos donde vivió hasta su fallecimiento.

## La guerra de la independencia de Cuba (1895 - 1898)
La guerra se inició el 24 de febrero de 1895, con el llamado Grito de Baire. Los principales líderes independentistas José Martí y Antonio Maceo murieron en la contienda: Martí al inicio de la guerra (19 de mayo del 1895) y Maceo el (7 de diciembre de 1896).
Entre las batallas más encarnizadas de la primera parte de la guerra destaca el Cruce de las trochas, una cadena de fuertes y tropas realistas que se extendía de Júcaro a Morón en la provincia de Ciego de Ávila (en el centro del país) con el objetivo de impedir el cruce de las tropas independentistas hacia el occidente. Precisamente el Teniente Pumpido Puga estaba destinado en la Brigada encargada de defender la citada trocha Júcaro - Morón, bajo el mando del General de Brigada Ignacio Estruch y Llaseras.
Generalizada la rebelión, el gobierno de Madrid sustituyó al general Martínez Campos por el general Valeriano Weyler, que fue incapaz de evitar el desgaste del ejército español en una interminable guerra de guerrillas. Hacia finales de 1897, el gobierno español se encontró con las arcas vacías y con un ejército agotado por las enfermedades tropicales y la resistencia de los mambises. A comienzos de 1898 se introdujeron reformas otorgando a Cuba la autonomía, y declarando un armisticio, pero la guerra tomó otro rumbo al intervenir el ejército norteamericono cuando el acorazado estadounidense Maine, que había entrado sin autorización en la Bahía de La Habana, explotó. La superioridad militar de las tropas navales norteamericanas, apoyadas desde el interior por los independentistas cubanos, cogió al ejército español entre dos fuegos, obligando a España a solicitar la paz en 1898, y dando lugar a la ocupación estadounidense de Cuba hasta 1902 y de Filipinas, Guam y Puerto Rico.

## Participación del Teniente Ramón Pumpido en la guerra de Cuba

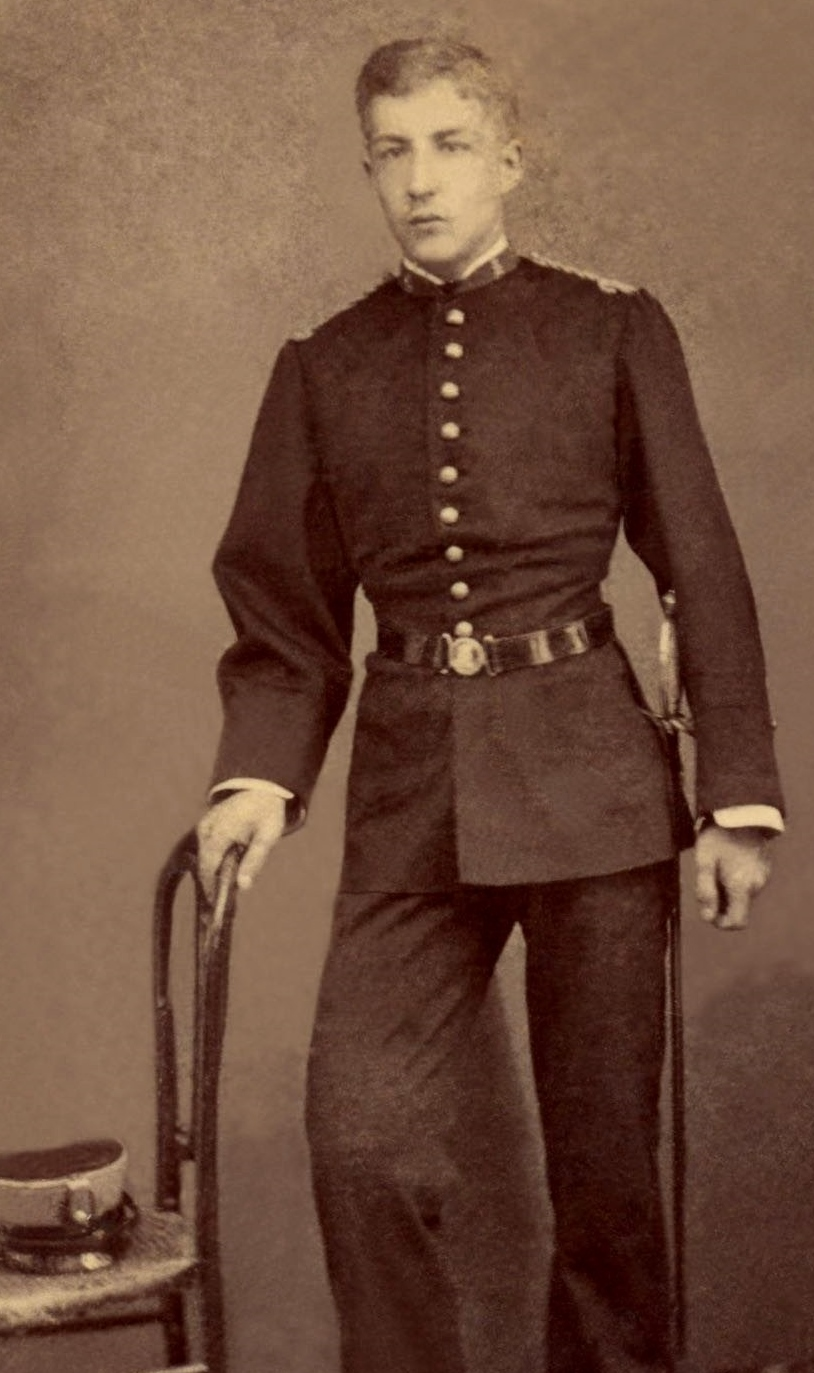
Ramón Pumpido, en su época de cadete de la Academia Militar de Toledo, agosto de 1880.

Ramón Pumpido Puga, intervino en la Guerra de la Independencia de Cuba, integrado en el ejército español como Teniente de Infantería, en las operaciones que tuvieron lugar en la provincia de Santa Clara. Su destino era el Tercer Batallón del Regimiento de Infantería de Alfonso XIII, Núm. 62, batallón que comandaba el teniente coronel Ángel Juárez Losada. Este Batallón estaba integrado en el citado Regimiento de Infantería Alfonso XIII, Núm. 62, con Cuartel General en Ciego de Ávila, cuyo jefe era el coronel de Infantería Arturo Alsina Nieto. El Regimiento formaba parte de la Brigada Sur, que defendía la trocha de Júcaro-Morón, con Cuartel General en Sancti Spiritus, cuyo Comandante era el General de Brigada Ignacio Estruch y Llaseras.
La Brigada de la Trocha de Júcaro-Morón, dentro de la División de Sancti Spiritus, estaba integrada por el 1.º, 2.º y 3.º Batallón del Regimiento de Infantería de Alfonso XIII N.º 62, el 1.er Batallón del Regimiento de Infantería de La Princesa N.º 4, el Batallón de Cazadores de Tarifa N.º 5, el Batallón de Chiclana N.º 5 Peninsular, el Batallón de Cazadores de Llerena N.º 11, la 2.ª Compañía del Batallón de Artillería de Plaza núm. 10, la 1.ª Sección del Regimiento de Artillería de Montaña Núm. 4, la 1.ª Sección de Telegrafía Óptica, la 5.ª Compañía del Batallón de Ferrocarriles de Cuba, la 2.ª Compañía del 19.º Tercio de la Guardia Civil y la Guerrilla Volante de La Trocha.

## Una escaramuza en Aguada de Pasajeros, provincia deCienfuegos
En el Diario La Vanguardia del jueves, 21 de noviembre de 1895, se narra una escaramuza de la guerra de la independencia de Cuba, ocurrida en Aguada de Pasajeros, el municipio más occidental de la provincia de Cienfuegos, y en la que tuvo participación el Teniente Ramón Pumpido. La Vanguardia toma la noticia del diario El Correo de Matanzas, que a su vez recoge la información que al Eco de Cárdenas envía su corresponsal de aquel punto: El domingo anterior una columna al mando del Comandante Don Luis López Mijares, en la que se integraba el Teniente Pumpido Puga, que estaba al mando de un grupo, tuvo un encuentro armado con las partidas de Francisco Pérez y Matagás (dos importantes líderes de las fuerzas independentistas) en Aguada de Pasajeros, en los límites de la provincia, en el que se causó a los insurrectos varias bajas, entre las que se halla el titulado Teniente abanderado Bernardo Matos, hermano del Tuerto (Desiderio Matos, uno de los principales líderes de la revuelta), a quien se le ocupó un sombrero con su escarapela. En esa acción se distinguieron los prácticos Federico Prendes y Mateo Carraozada y el Sargento de la guerrilla, que iba en la extrema vanguardia, Juan Batalla, del Regimiento Alfonso XIII. Los insurrectos trataron de copar por tres veces a las fuerzas españolas, y el comandante señor Mijares ordenó varios ataques á la bayoneta. El Teniente señor Suero se vio varias veces en peligro ante un grupo de más de cien insurrectos, los que fueron derrotados por 12 hombres de la guerrilla y 15 soldados de infantería, al mando del Teniente Rodríguez.
Aun así continúan las operaciones. Los insurrectos han invadido esta zona, y se calcula su número en 1.200. El Teniente don Ramón Pumpido y Puga consiguió hacer una baja al enemigo con su revólver, al ir al mando de un grupo. El práctico Luciano Prendes, con cinco números les cortó la retirada a los rebeldes por el flanco izquierdo. Se considera digna de elogio la columna que manda el señor Comandante don Luis López Suárez.
Según la historiografía cubana, en octubre de 1895 se produjo en Aguada de Pasajeros el llamado combate de Galeón. En él se enfrentaron las tropas del español Mijares y las del jefe insurrecto Coronel Panchito Pérez. En el mismo se destacaron, por las fuerzas independentistas, los comandantes José Matagás y Desiderio Matos conocido como " El Tuerto Matos".

## Historia familiar

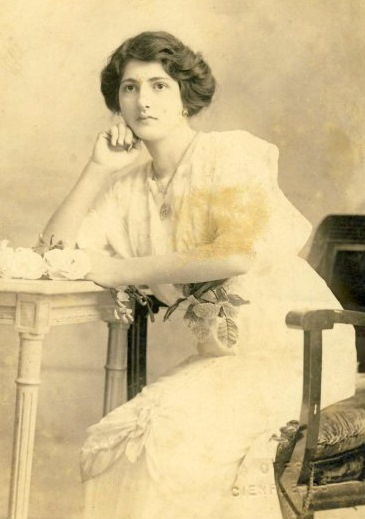
América Pumpido, hija de Ramón Pumpido Puga.

Era hijo de Belisardo Pumpido Flores y de Ramona Puga Blanco. Sobrino de Luciano Puga Blanco, que fue Fiscal del Tribunal Supremo en España y Gobernador General de Cuba,  y en consecuencia primo carnal de Picadillo, famoso gastrónomo que fue alcalde de La Coruña. Se casó en dos ocasiones, primero con María Brígida Manresa (en España), y después con Mercedes Moreno (en Cuba). Es el patriarca de una larga saga de descendientes, con el apellido Pumpido, que se asentaron en Cuba, Venezuela, Ecuador, Florida y Nueva York.
Fue padre de América Pumpido Manresa y abuelo de María Luisa Fernández Pumpido, Elvira Fernández Pumpido y José Rigoberto Fernández Pumpido, abogado cubano que fue asesor del presidente de Cuba Osvaldo Dorticós Torrado. Su bisnieto José W. Fernández, natural de Cienfuegos, ha sido Secretario de Estado adjunto de Economía, Energía y Asuntos Comerciales de Estados Unidos, con Hillary Clinton.
También fue padre de Ricardo Pumpido y abuelo de Ricardo Jenaro Pumpido, ambos nacidos en Cienfuegos, Cuba.  Los dos vinieron a Brooklyn, Nueva York, Estados Unidos, y fallecieron en Miami, Florida.
También es descendiente suyo el famoso bailarín cubano-americano Fernando Bujones.